# Ministère des Affaires étrangères (Burundi)
Pour les articles homonymes, voir Ministère des Affaires étrangères.
Le ministère des Affaires étrangères du Burundi ou ministère des Affaires étrangères et de la Coopération au Développement est un ministère dans le gouvernement burundais chargé de la politique étrangère et des relations avec les autres pays. Il est dirigé depuis 2020 par Albert Shingiro.

## Liste des ministres
Ci-dessous la liste des ministres des affaires étrangères successifs.
- 1962 - 1963 : Lorgio Nimubona
- 1964 - 1965 : Joseph Mbazumutima
- 1965 - 1966 : Marc Manirakiza
- 1966 - 1967 : Pié Masumbuko
- 1967 : Prime Niyongabo
- 1967 : Michel Micombero
- 1967 - 1969 : Lazare Ntawurishira
- 1969 - 1971 : Libère Ndabakwaje
- 1971 - 1974 : Artémon Simbananiye
- 1974 - 1975 : Gilles Bimazubute
- 1975 - 1976 : Melchior Bwakira
- 1976 - 1978 : Albert Muganga
- 1978 - 1982 : Édouard Nzambimana
- 1982 - 1986 : Laurent Nzeyimana
- 1986 - 1987 : Egide Nkuriyingoma
- 1987 - 1992 : Cyprien Mbonimpa
- 1992 - 1993 : Libère Bararunyeretse
- 1993 : Sylvestre Ntibantunganya
- 1993 - 1995 : Jean-Marie Ngendahayo
- 1995 : Paul Munyembari
- 1995 - 1996 : Vénérand Bakevyumusaya
- 1996 - 1998 : Luc Rukingama
- 1998 - 2001 : Severin Ntahomvukiye
- 2001 - 2005 : Thérence Sinunguruza
- 2005 - 2009 : Antoinette Batumubwira
- 2009 - 2011 : Augustin Nsanze
- 2011 - 2015 : Laurent Kavakure
- 2015 - 2018 : Alain Aimé Nyamitwe
- 2018 - 2020 : Ezéchiel Nibigira
- 2020 - à présent  : Albert Shingiro (en)